# آدولفو اسکیبل
آدولفو اسکیبل (انگلیسی: Adolfo Pérez Esquivel؛ زاده ۲۶ نوامبر ۱۹۳۱) یک هنرمند نقاش، نویسنده و مجسمه‌ساز اهل آرژانتین است. وی در سال ۱۹۸۰ به دلیل ایستادگی در مقابل آخرین دیکتاتوری آرژانتین که ۱۴ ماه بخاطر آن در زندان گذراند برنده جایزه صلح نوبل شد. او همچنین جایزه یادبود پاپ ژان بیست وسوم را برست آورد.